# Мінерал-Спрінгс (Арканзас)
Мінерал-Спрінгс (англ. Mineral Springs) — місто (англ. city) в США, в окрузі Говард штату Арканзас. Населення — 1085 осіб (2020).

## Географія
Мінерал-Спрінгс розташований на висоті 104 метра над рівнем моря за координатами 33°52′35″ пн. ш. 93°55′17″ зх. д. / 33.87639° пн. ш. 93.92139° зх. д. (33.876267, -93.921439).  За даними Бюро перепису населення США в 2010 році місто мало площу 5,95 км², з яких 5,90 км² — суходіл та 0,05 км² — водойми.

## Демографія
Згідно з переписом 2010 року, у місті мешкало 1208 осіб у 448 домогосподарствах у складі 318 родин. Густота населення становила 203 особи/км².  Було 526 помешкань (88/км²). 
Расовий склад населення:
| - 46,9 % — білих - 45,8 % — чорних або афроамериканців - 0,2 % — корінних американців - 0,1 % — азіатів - 5,1 % — осіб інших рас |

До двох чи більше рас належало 2,0 %. Іспаномовні складали 12,8 % від усіх жителів.
За віковим діапазоном населення розподілялося таким чином: 29,5 % — особи молодші 18 років, 58,3 % — особи у віці 18—64 років, 12,2 % — особи у віці 65 років та старші. Медіана віку мешканця становила 32,8 року. На 100 осіб жіночої статі у місті припадало 85,3 чоловіків;  на 100 жінок у віці від 18 років та старших — 82,1 чоловіків також старших 18 років.
Середній дохід на одне домашнє господарство  становив 51 978 доларів США (медіана — 33 438), а середній дохід на одну сім'ю — 63 105 доларів (медіана — 44 583). Медіана доходів становила 28 971 долар для чоловіків та 27 174 долари для жінок. За межею бідності перебувало 18,9 % осіб, у тому числі 31,1 % дітей у віці до 18 років та 15,1 % осіб у віці 65 років та старших.
Цивільне працевлаштоване населення становило 522 особи. Основні галузі зайнятості: виробництво — 37,4 %, освіта, охорона здоров'я та соціальна допомога — 24,3 %, роздрібна торгівля — 14,4 %, мистецтво, розваги та відпочинок — 8,4 %.
За даними перепису населення 2000 року в Мінерал-Спрінгсі проживало 1264 особи, 354 родини, налічувалося 466 домашніх господарств і 519 житлових будинків. Середня густота населення становила близько 210,7 людини на один квадратний кілометр. Расовий склад Мінерал-Спрінгса за даними перепису розподілився таким чином: 51,19 % білих, 41,46 % — чорних або афроамериканців, 0,16 % — корінних американців, 0,08 % — азіатів, 1,34 % — представників змішаних рас, 5,78 % — інших народів. Іспаномовні склали 10,92 % від усіх жителів міста.
З 466 домашніх господарств в 40,3 % — виховували дітей віком до 18 років, 51,7 % представляли собою подружні пари, які спільно проживали, в 19,7 % сімей жінки проживали без чоловіків, 24,0 % не мали сімей. 20,8 % від загального числа сімей на момент перепису жили самостійно, при цьому 10,7 % склали самотні літні люди у віці 65 років та старше. Середній розмір домашнього господарства склав 2,71 особи, а середній розмір родини — 3,07 особи.
Населення міста за віковим діапазоном за даними перепису 2000 року розподілилося таким чином: 30,5 % — жителі молодше 18 років, 7,8 % — між 18 і 24 роками, 29,5 % — від 25 до 44 років, 20,8 % — від 45 до 64 років і 11,4 % — у віці 65 років та старше. Середній вік мешканця склав 33 роки. На кожні 100 жінок в Мінерал-Спрінгсі припадало 92,1 чоловіків, у віці від 18 років та старше — 83,9 чоловіків також старше 18 років.
Середній дохід на одне домашнє господарство в місті склав 29 853 долара США, а середній дохід на одну сім'ю — 31 150 доларів. При цьому чоловіки мали середній дохід в 24 286 доларів США на рік проти 16 775 доларів середньорічного доходу у жінок. Дохід на душу населення в місті склав 12 477 доларів на рік. 16,2 % від усього числа сімей в окрузі і 21,1 % від усієї чисельності населення перебувало на момент перепису населення за межею бідності, при цьому 26,5 % з них були молодші 18 років і 14,8 % — у віці 65 років та старше.

## Відомі уродженці та жителі
- Вільям Генрі Девіс — гравець Головної ліги бейсболу.